# Sylvia Hoeks
Sylvia Hoeks (Maarheeze, Brabante Septentrional, 1 de junio de 1983) es una actriz neerlandesa ganadora del premio Golden Film por  Tirza (2010) y  De Bende van Oss (2011).

## Filmografía
- Duska (2007)
- The Storm (2009)
- Tirza (2010)
- De Bende van Oss (2011)
- The Girl and Death (2012)
- La mejor oferta (2013)
- Bro's Before Ho's (2013)
- The Lake (2016)
- Blade Runner 2049 (2017)
- All the Devil's Men (2018) as Leigh
- The Girl in the Spider's Web (2018)
- Plan A (2021)
- A Sacrifice (2024)